# Zürich
Zürich er den største by i Schweiz med sine 448.664(2024) indbyggere (med forstæder 1,31 mio.; metropol: 1,83 mio.). Byen er hovedstad i kanton Zürich, og ligger i naturskønne omgivelser ved Zürichsøen og gennemstrømmes af floden Limmat.
Byens lufthavn, Zürich Lufthavn, er beliggende 13 km nord for byen, og ekspederede 24.802.466 passagerer i 2012.
Byen har universitet (Universität Zürich), teknisk universitet (ETH Zürich), finanscentrum og tekstil-, maskin- og grafisk industri. 
Zürich var allerede en keltisk bebyggelse og havde i Romertiden et kastel og i Højmiddelalderen en borg for de tyske konger/kejsere. Byen blev i 1218 en fri rigsstad, og blev i 1351 medlem af det Schweiziske Edsforbund. Byen var i Reformationstiden et centrum for protestantisme (reformator i Zürich var Ulrich eller Huldreich Zwingli).
I slutningen af det 19. og starten af det 20. århundrede var Zürich et yndet tilflugtssted for politiske flytninge fra Østeuropa; blandt andre Vladimir Lenin og Rosa Luxemburg har boet i Zürich.